# 楊釗
楊釗，大紫荊勳賢，GBS，JP（1947年2月—），本名楊振鑫，是广东惠阳区良井镇人。他是香港上市公司旭日企業（港交所：393）、真維斯國際董事長及創辦人，旗下旭日企業為北京道一號、一號九龍的發展商，與其兄弟楊洪、楊振勳、楊浩是香港佛教徒，企業家楊大偉為其侄。

## 艱辛創業 白手興家
1967年到香港创业，从日薪6元的工人做起，白手兴家，20多年间，把原来规模很小的“旭日制衣厂”发展成为旭日集团——东南亚地区最大的服装制造和出口商之一，并向金融、地产方面拓展业务。直属公司80多家，员工19000多人，年营业额逾4亿美元。

## 學歷及專業資格
- 中國紡織大學名譽博士學位
- 中國紡織大學顧問教授
- 天津紡織工學院顧問教授
- 中國西北紡織學院客座教授

## 曾任職銜
- 旭日集團（港交所：393）董事長

## 曾任公職
中國
- 全國政協第十屆、第十一屆、第十二屆委員
- 廣東省政治協商會議常委
- 廣東省惠州市政治協商會議副主席
- 中國外商投資企業協會副會長
- 廣東外商公會會長
- 河北省人民政府高級經濟顧問
- 廣東外商公會會長
- 廣東省扶貧基金會名譽會長
- 廣東中華民族凝聚力研究會名譽會長
- 廣東仲景中醫藥獎勵基金會名譽會長
- 廣東省公共關係協會副會長
- 中華人民共和國田徑協會名譽副會長
- 中國紡織大學旭日工商管理學院董事局主席
- 中國西北紡織學院惠州分院董事會主席
- 廣東省惠州市中華文化促進會會長

香港
- 香港太平紳士
- 香港佛教聯合會執行副會長
- 臨時立法會議員
- 臨時立法會貿易及工業事務委員會副主席
- 香港特別行政區第一屆政府推選委員會委員
- 香港協進聯盟副主席
- 香港中華總商會會長
- 香港青年工業家協會常務副會長
- 香港觀塘工商業聯合會名譽會長
- 九龍東區各界聯會名譽會長
- 仁濟醫院副主席及總理
- 香港中醫學會名譽會長
- 香港童軍總會東九龍地域名譽會長
- 香港亞太廿一學會榮譽會長

## 榮譽
- 2004年 銀紫荊星章[2]
- 粤港澳捐资公益事业先驱人物
- 1991年香港青年工業家獎
- 2013年10月，全国工商联60华诞之际，《中国工商》杂志、华商韬略编辑委员会、中华工商联合出版社联合发起《民营力量璀璨中国梦想——100位对民族产业贡献卓著的民营功勋企业家》荣誉报道活动，彰显民营经济及民营企业家的民族成就与国家贡献，杨钊获“对民族产业贡献卓著的民营功勋企业家”荣誉。
- 2013年4月19日，杨钊荣誉第八届“中华慈善奖”“最具爱心捐赠个人”。
- 2016年 金紫荊星章
- 2025年 大紫荊勳章

## 外部連結
- 旭日集團楊釗、楊勳、楊洪三兄弟與佛教[永久]
- 旭日企業有限公司
- 旭日企業有限公司2010年年報

## 相關新聞
- 中環出更:楊釗自嘲香港神經富豪 （页面存档备份，存于）東方日報
- 政情：睇太陽報捐近4000萬楊釗家族助愛滋病患 （页面存档备份，存于）太陽報
- 政情：楊釗弟1.8億買澳洲豪宅 （页面存档备份，存于）太陽報
- 李嘉诚等获粤港澳捐资公益事业先驱人物称号